# Odd (album)
Odd – czwarty album studyjny południowokoreańskiej grupy SHINee, wydany 18 maja 2015 roku. Osiągnął 1 pozycję na listach przebojów w Korei Południowej, sprzedając się w liczbie 179 823 egzemplarzy (stan na czerwiec 2015).

## Lista utworów
| Nr  | Tytuł                                                                         | Słowa                       | Muzyka                                                                 | Czas |
| --- | ----------------------------------------------------------------------------- | --------------------------- | ---------------------------------------------------------------------- | ---- |
| 1.  | "Odd Eye"                                                                     | Kim Jong-hyun               | Kim Jong-hyun, Jonathan Yip, Jeremy Reeves, Ray Romulus, Ray McCullugh | 3:21 |
| 2.  | "Love Sick"                                                                   | Kenzie                      | Kenzie, The Underdogs, Mike Daley, Dewain Whitmore                     | 3:20 |
| 3.  | "View"                                                                        | Kim Jong-hyun               | LDN Noise, Ryan S. Jhun, Adrian McKinnon                               | 3:10 |
| 4.  | "Romance"                                                                     | Kim In-hyeong (Jam Factory) | Andreas Öberg, Maria Marcus, Gustav Karlstrom                          | 3:36 |
| 5.  | "Trigger"                                                                     | Kenzie                      | Kenzie, Deez, Rodnae "Chikk" Bell                                      | 4:01 |
| 6.  | "Ibyeol-ui Gil (Farewell My Love)" (kor. 이별의 길 (Farewell My Love))        | 1월 8일 (Jam Factory)       | Steven Lee, Jimmy Richard, G'harah "PK" Degeddingseze                  | 4:00 |
| 7.  | "너의 노래가 되어 (An Ode To You)" (kor. Neoui Nolaega Doeeo (An Ode To You)) | Kim Hyun-woo (CLEF CREW)    | Kim Hyun-woo & Kim Du-hyeong of CLEF CREW                              | 4:17 |
| 8.  | "Alive"                                                                       | Kim I-na, MC Meta           | The Underdogs, Darius Logan & Dominique Logan                          | 3:05 |
| 9.  | "Woof Woof"                                                                   | Kim In-hyeong (Jam Factory) | Will Simms, DWB                                                        | 3:16 |
| 10. | "Black Hole"                                                                  | Kim Min-jeong               | Albi Albertsson, Andreas Öberg, Andreas Carlsson                       | 2:52 |
| 11. | "재연 (An Encore)" (kor. Jaeyeon (An Encore))                                 | Kim Jin-hwan                | Kim Jin-hwan                                                           | 4:04 |

## Married to the Music
3 sierpnia 2015 roku album został wydany ponownie pod nowym tytułem Married to the Music i zawierał dodatkowo cztery nowe utwory: Married to the Music, SAVIOR, Hold You oraz Chocolate. Osiągnął 1 pozycję na listach przebojów w Korei Południowej, sprzedając się w liczbie 87 280 egzemplarzy (stan na grudzień 2015).
| Nr  | Tytuł                                                                         | Słowa                       | Muzyka                                                                 | Czas |
| --- | ----------------------------------------------------------------------------- | --------------------------- | ---------------------------------------------------------------------- | ---- |
| 1.  | "Married to the Music"                                                        | Kim Min-jung, Kim Bu-min    | LDN Noise, Zak Waters, Adrian McKinnon, Ryan S. Jhun                   | 3:35 |
| 2.  | "SAVIOR"                                                                      | Kenzie                      | Kenzie, Zak Waters, Alex De Leon                                       | 3:54 |
| 3.  | "Odd Eye"                                                                     | Kim Jong-hyun               | Kim Jong-hyun, Jonathan Yip, Jeremy Reeves, Ray Romulus, Ray McCullugh | 3:21 |
| 4.  | "Love Sick"                                                                   | Kenzie                      | Kenzie, The Underdogs, Mike Daley, Dewain Whitmore                     | 3:20 |
| 5.  | "View"                                                                        | Kim Jong-hyun               | LDN Noise, Ryan S. Jhun, Adrian McKinnon                               | 3:10 |
| 6.  | "Romance"                                                                     | Kim In-hyeong (Jam Factory) | Andreas Öberg, Maria Marcus, Gustav Karlstrom                          | 3:36 |
| 7.  | "Trigger"                                                                     | Kenzie                      | Kenzie, Deez, Rodnae "Chikk" Bell                                      | 4:01 |
| 8.  | "Ibyeol-ui Gil (Farewell My Love)" (kor. 이별의 길 (Farewell My Love))        | 1월 8일 (Jam Factory)       | Steven Lee, Jimmy Richard, G'harah "PK" Degeddingseze                  | 4:00 |
| 9.  | "너의 노래가 되어 (An Ode To You)" (kor. Neoui Nolaega Doeeo (An Ode To You)) | Kim Hyun-woo (CLEF CREW)    | Kim Hyun-woo & Kim Du-hyeong of CLEF CREW                              | 4:17 |
| 10. | "Hold You"                                                                    | Kim Dong-hyun               | The Stereotypes and Deez, Kim Dong-hyun, Kye Bum Joo                   | 3:38 |
| 11. | "Alive"                                                                       | Kim I-na, MC Meta           | The Underdogs, Darius Logan & Dominique Logan                          | 3:05 |
| 12. | "Woof Woof"                                                                   | Kim In-hyeong (Jam Factory) | Will Simms, DWB                                                        | 3:16 |
| 13. | "Chocolate"                                                                   | Kim Jong-hyun, Yankie       | Andreas Oberg, Simon Janlöv                                            | 4:12 |
| 14. | "Black Hole"                                                                  | Kim Min-jeong               | Albi Albertsson, Andreas Öberg, Andreas Carlsson                       | 2:52 |
| 15. | "재연 (An Encore)" (kor. Jaeyeon (An Encore))                                 | Kim Jin-hwan                | Kim Jin-hwan                                                           | 4:04 |

## Notowania
| Lista                    | Najwyższa pozycja |
| Odd                      | Odd               |
| ------------------------ | ----------------- |
| Gaon Weekly Album Chart  | 1                 |
| Gaon Monthly Album Chart | 1                 |
| Gaon Yearly Album Chart  | 6                 |
| Married to the Music     |                   |
| Gaon Weekly Album Chart  | 1                 |
| Gaon Monthly Album Chart | 2                 |
| Gaon Yearly Album Chart  | 25                |